# Danville (Virgínia Ocidental)
Danville é uma cidade  localizada no estado norte-americano de Virgínia Ocidental, no Condado de Boone.

## Demografia
Segundo o censo norte-americano de 2000, a sua população era de 550 habitantes.
Em 2006, foi estimada uma população de 539, um decréscimo de 11 (-2.0%).

## Geografia
De acordo com o United States Census Bureau tem uma área de
2,8 km², dos quais 2,8 km² cobertos por terra e 0,0 km² cobertos por água.

## Localidades na vizinhança
O diagrama seguinte representa as localidades num raio de 28 km ao redor de Danville.